# Papyrus Ebers

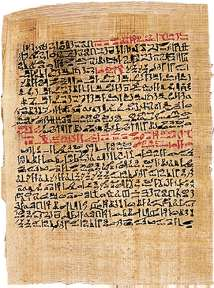
De Papyrus Ebers, het fragment waar de behandeling voor kanker op staat

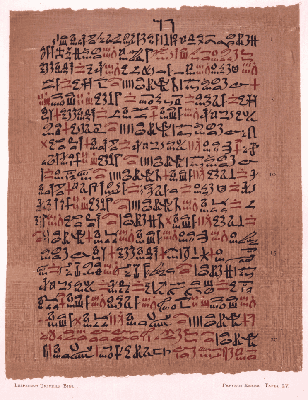
Het fragment over astma

De Papyrus Ebers (of de Ebers-Papyrus) is een van de belangrijkste papyrusrollen met medische informatie. Het is ook een van de oudste: het boek stamt uit de 18e dynastie (die begon in 1550 voor Christus). De papyrus ligt op het moment in Leipzig, de bibliotheek van de Universiteit en is 20 meter lang en 30 cm breed.

## Geschiedenis
De papyrus werd rond het begin van de 18e dynastie geschreven, misschien iets eerder. In 1873 werd hij in Luxor gekocht door Georg Ebers. We weten niet wie de rol aan hem had verkocht, maar hij zou tussen de benen van een mummie zijn gevonden. Ebers heeft geprobeerd het te vertalen, maar het lukte hem niet. Na zijn dood liet hij het na aan de universiteit van Leipzig, waar hij professor was.

## De tekst
De papyrus bestaat uit 110 pagina's, waarop ruim 700 kwalen worden behandeld. Dat maakt het de grootste papyrus met medische informatie uit het oude Egypte. Ook al werden de ziektes door de Egyptenaren als demonen gezien, de medicijnen hielpen toch.
Het boek is in verschillende hoofdstukken verdeeld, waarvan het grootste over het hart gaat. Er gaan stukken over het feit dat het hart het bloed pompt, maar ook dat daar de tranen, sperma en urine vandaan kwamen. Ook dachten ze dat het hart depressies veroorzaakte. Ook dementie wordt hier besproken. Er wordt over het hart geschreven: "Wanneer de arts zijn vinger op een lichaamsdeel legt, raakt hij het hart, daar dit door zijn aderen alle ledematen doordringt".
Er zijn ook hoofdstukken waar dingen in worden beschreven zoals: zwangerschap en dat soort zaken, huidproblemen, oogziektes (staar), botbreuken, parasieten, abcessen, brandwonden. Maar ook om het grijs worden van haar (inclusief wimpers en wenkbrauwen) tegen te gaan, haaruitval, kaalheid en kiespijn.

## Enkele remedies
- Tegen kanker (zie de pagina bovenaan): er is niks wat je er tegen kan doen
- Tegen astma (zie hiernaast): een mix van kruiden opgewarmd op een steen, zodat de zieke de dampen kan inademen.
- tegen ratten en muizen in je kleding: smeer het in met het vet van een kat.
- tegen de dood: een halve ui en bierschuim.